# Gederovci
Gederovci (Hongaars: Kőhida, Prekmurees: Gederouvci, Duits: Sicheldorf) is een plaats in Slovenië en maakt deel uit van de gemeente Tišina in de NUTS-3-regio Pomurska. De plaats telde 190 inwoners op 1 januari 2020.